# Santuario di Maria Santissima dell'Alto
Il santuario di Maria Santissima dell'Alto (detto Santuario d'a “Maronna di l'avutu" dagli alcamesi) è un luogo di culto mariano, situato sulla vetta del Monte Bonifato, ad Alcamo nella provincia di Trapani.

## Fondazione
Una leggenda del XVI secolo narra che un'antica icona della Madonna, di epoca precedente e successivamente scomparsa, fosse rinvenuta, quasi dipinta al suolo e interrata tra le mura del castello sul Bonifato; poiché un devoto voleva che si alzasse dal terreno, cominciò a pregare la santa Vergine affinché si sollevasse un poco in modo da potervi costruire un altare.   L'indomani la sacra immagine si trovava all'altezza desiderata, e così quella persona devota fece subito costruire l'altare.
Il primo documento in cui viene citata una chiesa sul monte Bonifato, fondata da tre frati carmelitani, risale al 1558 in un atto del notaio P.A. Balduccio. Dopo la scoperta dell’icona miracolosa, il monte Bonifato cominciò a essere meta di pellegrinaggi (detti "Vie Sacre") dai fedeli, i quali aiutarono i tre frati a costruire o, ancora meglio, a “ricostruire” nello stesso luogo dell'avvenuto rinvenimento, la chiesa della Madonna dell’Alto.

## Storia

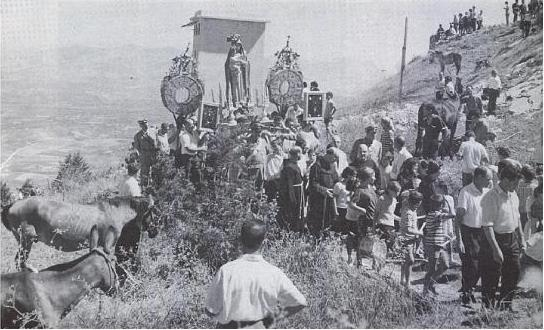
Processione in onore alla Madonna dell'Alto (anni '60).

L’edificio era lungo circa 17 metri e larga circa 7 metri, con l’entrata verso est e con il campanile sopra di essa. All’interno vi erano due altari: uno volto verso l’ingresso, con l’immagine di Gesù Cristo e l’altro verso sud, con l’icona di “Nostra Signora dell’Alto”.
Nel 1583 la chiesa già si trovava in uno stato d'abbandono, e per restaurarla l'eremita fra' Rosario da Palermo nel 1643 si mise a raccogliere dei fondi fra i fedeli, ma poi, abbandonando tale progetto,  si trasferì a Palermo.
Fu in seguito autorizzata, dopo un miracolo, l'istituzione della congregazione di Santa Maria dell'Alto (composta da nobili, sacerdoti e popolani, i quali si impegnarono immediatamente per restaurare la chiesa) regolata da uno statuto approvato nel 1646 dal vescovo della diocesi di Mazara del Vallo
I componenti della congregazione si riunivano il venerdì e si recavano al santuario per venerare la sacra immagine, quindi si trattenevano a meditare insieme con i Padri Carmelitani. 
Il sabato, dedicato al culto della Vergine Maria, si confessavano, prendevano la comunione e tornavano in città.
Nel 1930, grazie all'iniziativa del sacerdote Paolo Amato, allora Rettore del santuario, fu istituita una "Commissione per la chiesa di Maria Santissima dell'Alto", poi diventata Congregazione che attualmente è attiva; secondo lo Statuto gli scopi erano i seguenti:
- collaborare, assieme al Rettore, nelle opere di culto in chiesa,
- collaborare nella manutenzione dell'edificio, dei locali attigui e della strada che porta alla chiesa
- celebrare la festa della Natività di Maria Vergine l'otto settembre di ogni anno, con la solennità concessa dalla situazione di cassa e dalle offerte fatte dai fedeli.[3]
- partecipare ai sacramenti la domenica e per le festività di Nostro Signore Gesù Cristo e della Beata Vergine Maria, la Via Crucis sulla via che conduce al santuario, i sette sabati antecedenti la festa della natività di Maria Vergine.[3]

A coronamento della festa sarà effettuata la processione con il simulacro della Madonna.

## Descrizione e opere
La chiesa, restaurata l'ultima volta nel 1930, è a navata unica e con tre altari: l'altare maggiore, l'altare di san Giuseppe e quello del Santissimo Crocifisso. Fra le ultime modifiche il nuovo altare e leggio,  progettati dall'architetto Vincenzo Settipani.
Al suo interno sono presenti le seguenti opere:
- statua in legno della Madonna dell'Alto (1933), opera di Giuseppe Ospedale (in sacrestia, dono di Pirrello Gaspare)
- statua in legno della Madonna dell'Alto (1950), opera di Luigi Santifaller, sull'altare maggiore
- pittura con la Madonna su lamiera di zinco, opera di Liborio Mirabile, restaurata nel 1930 dal sac. Francesco Alesi e nel 1982 rimaneggiata da Mariano Coppola
- quadro di san Giuseppe
- quadro di san Francesco di Paola
- quadro della Madonna del Paradiso
- Crocifisso in cartapesta

Risultano scomparse la pittura originaria, raffigurante la Madonna, e la statua lignea del 1644.

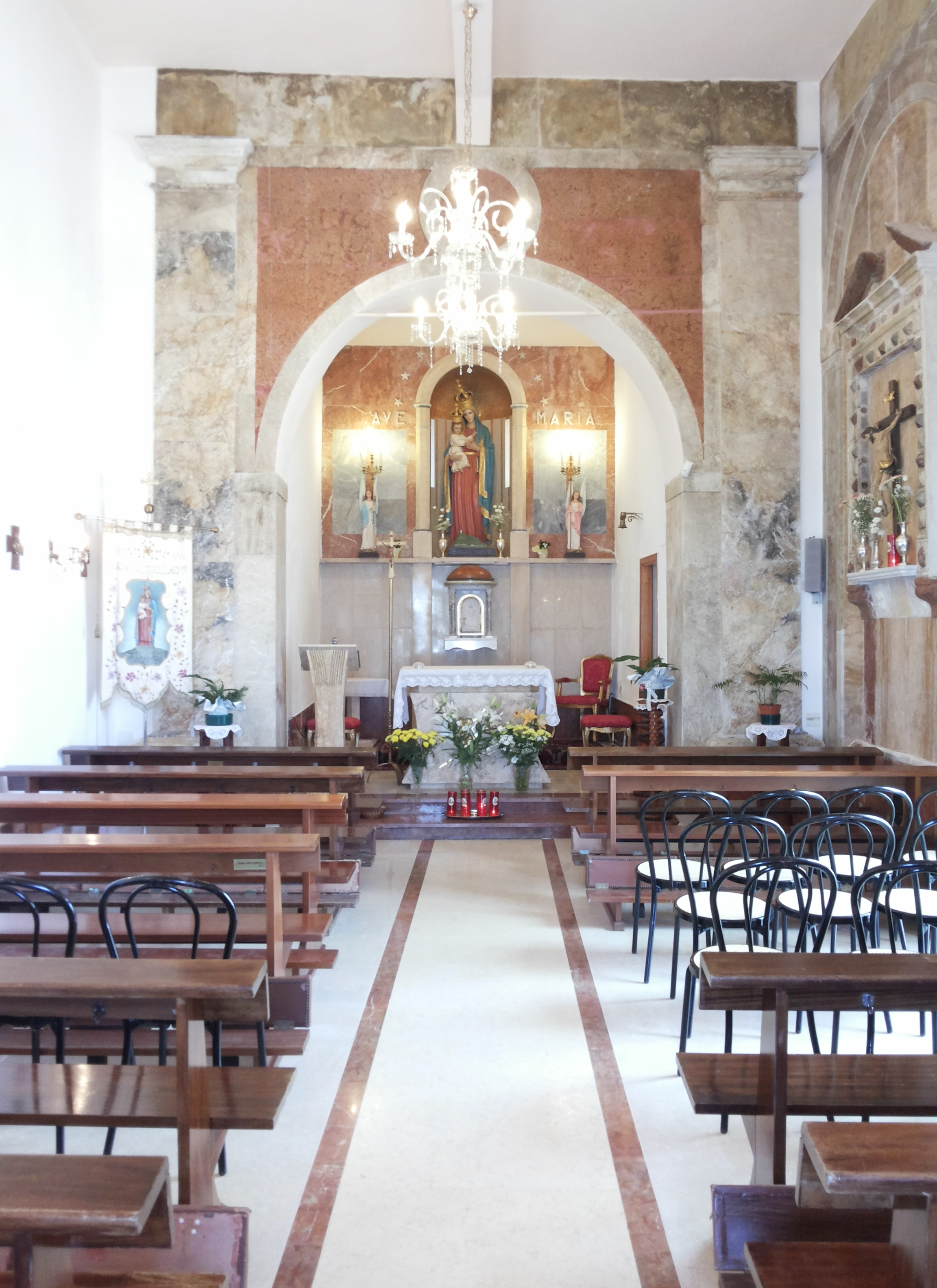
Interno
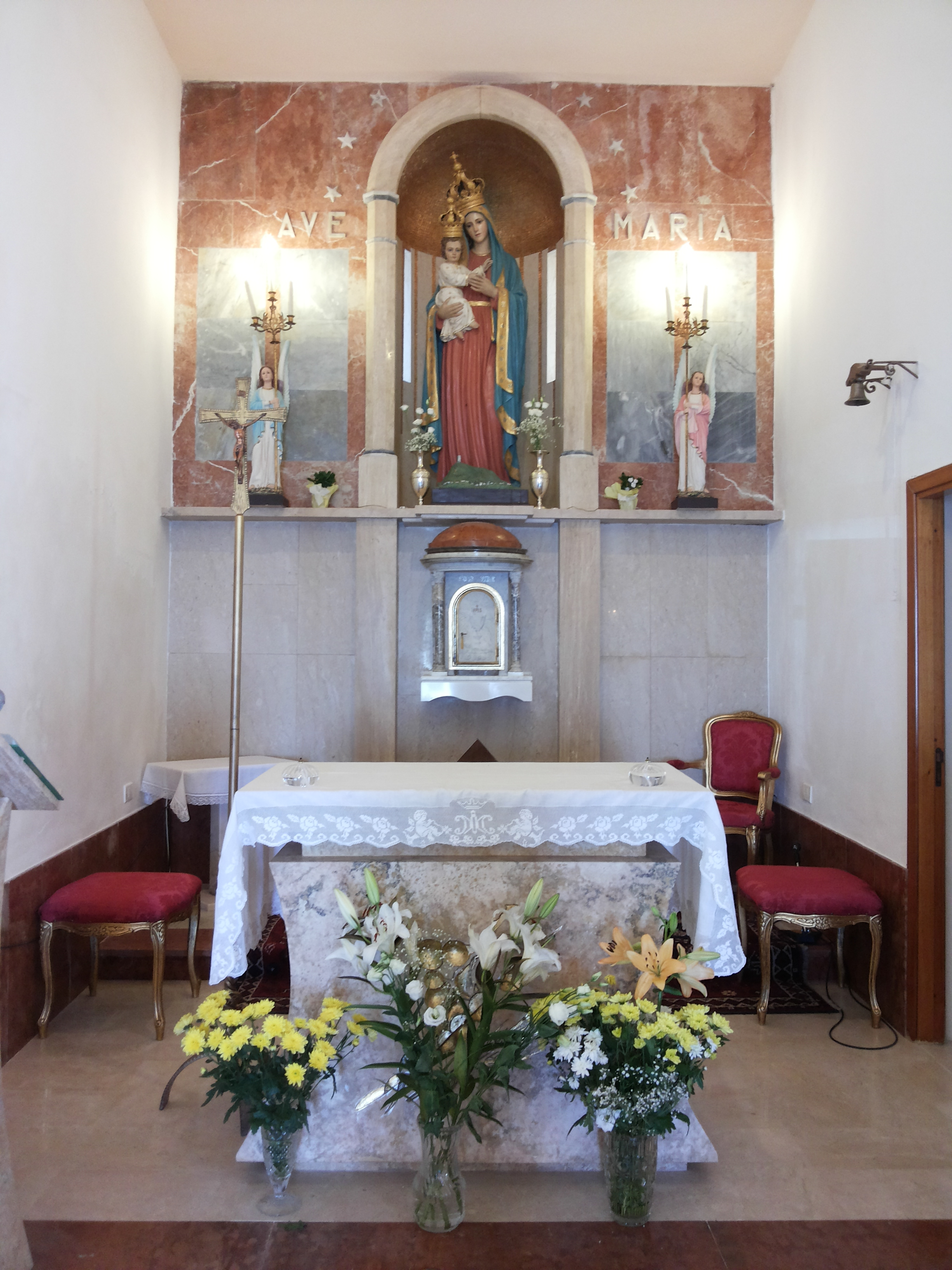
Altare maggiore con la statua della Madonna dell'Alto (1950)
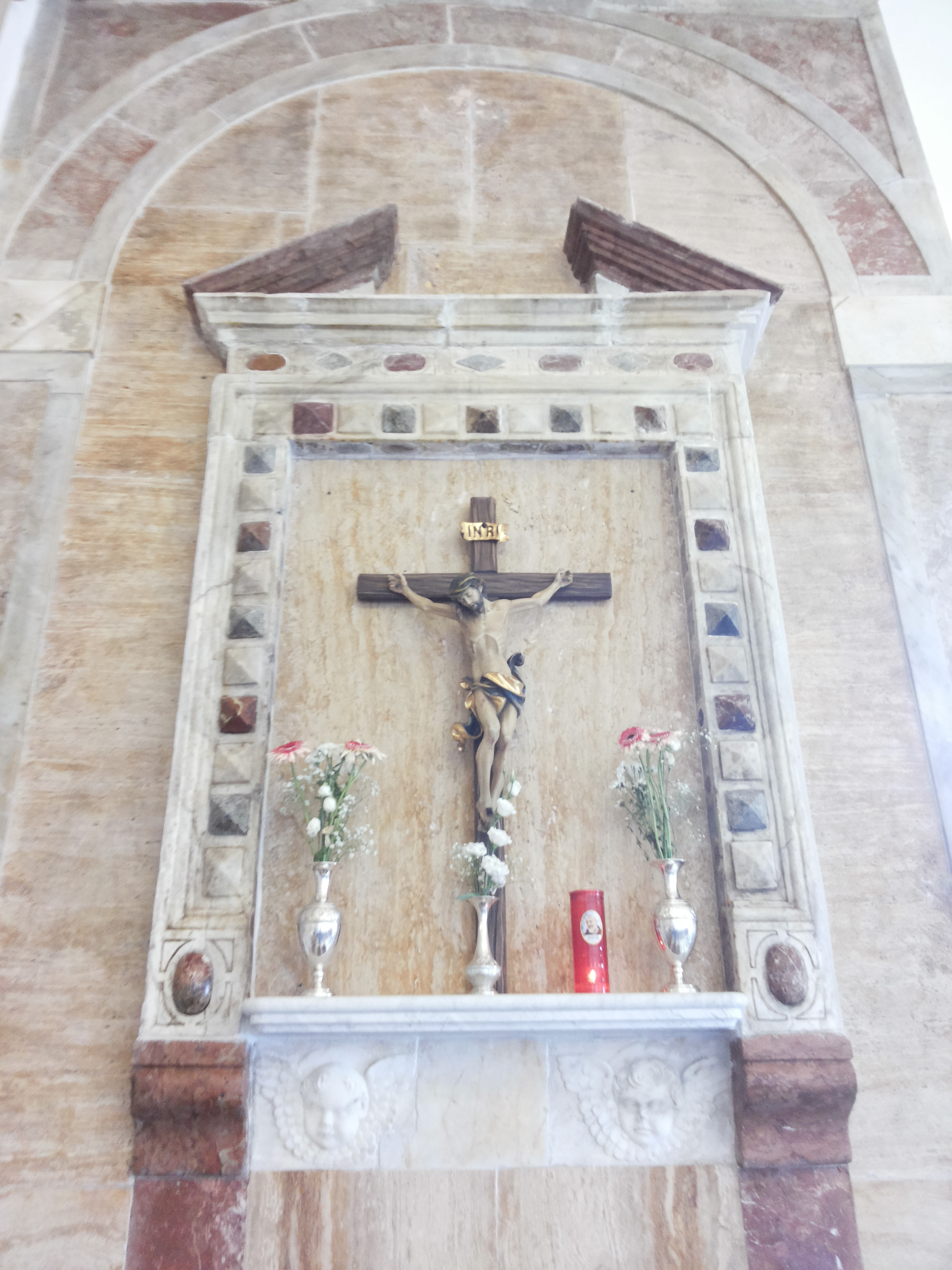
Crocifisso in cartapesta su un altare laterale

## Tradizioni

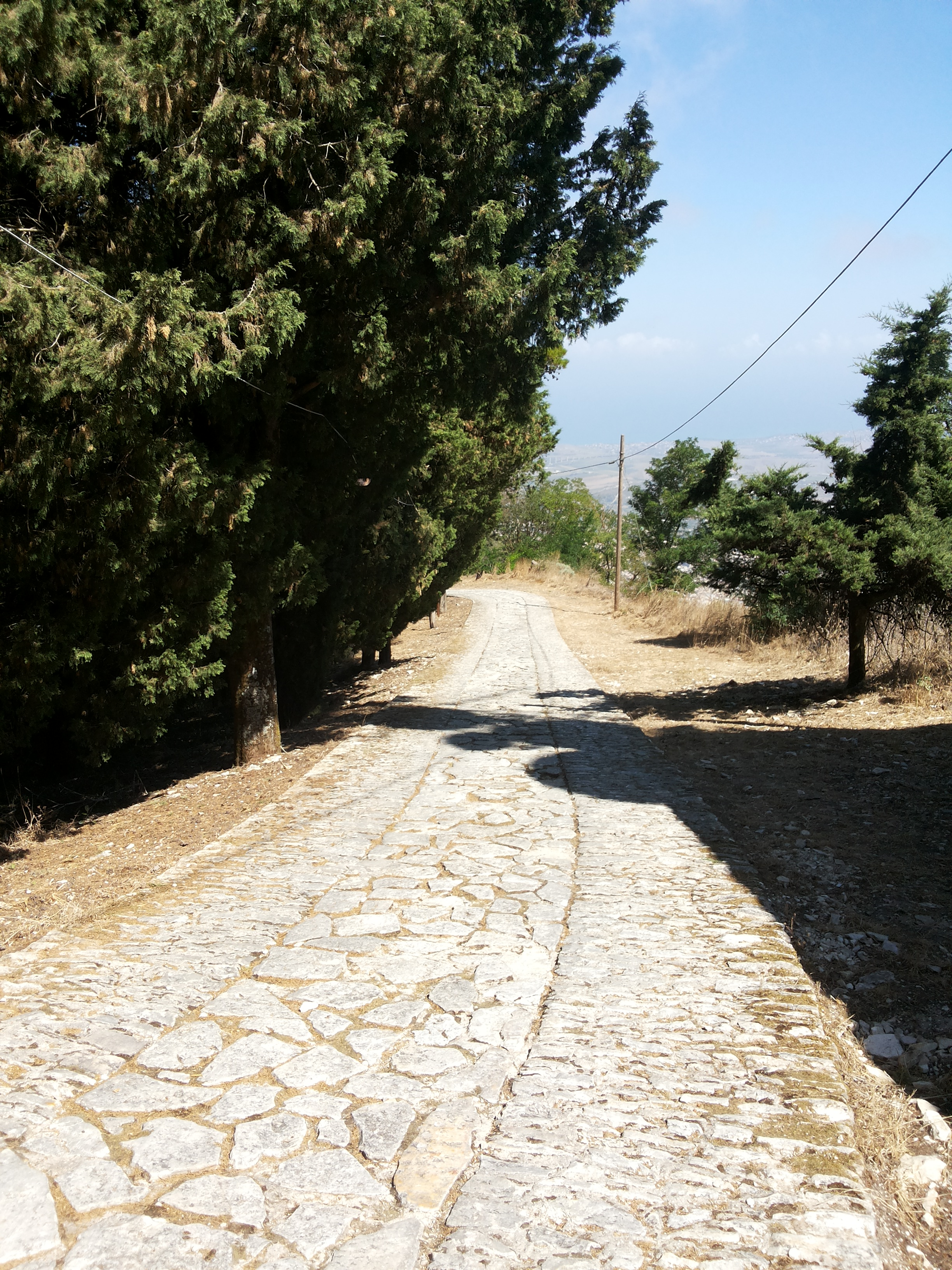
Sentiero che porta al santuario

Lungo la via sacra dei pellegrinaggi erano collocate 14 figurelle, delle stazioni-edicole della Via Crucis: durante questo tragitto i fedeli recitavano il rosario della Madonna dell’Alto. 
Queste "figurelle" furono posizionate nel 1703; qualche anno fa l'Amministrazione della Congregazione ne ha fatto realizzare delle nuove in legno.
Nel '500 fanciulle vestite con l'abito della Madonna, coperto con un velo nero, si recavano in pellegrinaggio in cima al monte per implorare la venuta della pioggia, come afferma il poeta Sebastiano Bagolino in uno dei suoi carmi.
Il 2 novembre, giorno della commemorazione dei defunti, si facevano pure dei pellegrinaggi in suffragio delle loro anime.
La festa era accompagnata dall'uso di fiaccole e falò ("li vampi") che rappresentano un'antichissima tradizione propiziatoria del fuoco  che è un simbolo di purificazione, come in molte feste popolari che si tengono in Europa; la fiamma vuole significare anche la morte del vecchio peccato e la luce dell'uomo nuovo dopo avere conseguito il Battesimo.
In passato, lungo le strade di Alcamo, soprattutto nella via Santissimo Salvatore e nella Piazzetta Trinità, venivano allestiti degli altarini, e la sera si cantavano le litanie alla Madonna dell'Alto alla luce dei lumini.
Ecco una di queste giaculatorie:
Di lu munti cumparìu
Chista amabili Signura
e la vitti sant'Elia
ch'è di l'autu Maria
I falò (li vampati in dialetto), disseminati agli incroci delle vie la sera della vigilia, erano anche momenti di allegria per i giovani; oggi si fanno anche sulla spiaggia di Alcamo Marina e nelle campagne circostanti la città, ma le vecchie tradizioni sono state quasi scomparse.
Ogni anno le manifestazioni religiose si svolgono tra agosto e settembre: dopo un triduo di preparazione, l’ultima domenica di agosto i fedeli si recano in pellegrinaggio a piedi dalla chiesa del Sacro Cuore di Gesù fino al santuario. Segue una settimana mariana, con canti, recita del rosario e celebrazioni Eucaristiche nel santuario,  e infine l’8 settembre, festa della natività di Maria, si porta in processione il simulacro della Madonna. 
Dopo la processione sul monte, spesso ha luogo un recital di canti e poesie in dialetto per lodare la Madonna.
La Parrocchia Sacro Cuore di Gesù e la Congregazione di Maria SS. dell’Alto hanno contribuito alla valorizzazione del santuario, che oggi è diventato una meta ambita da molti pellegrini e devoti.